# Tulio Demicheli
Tulio Demicheli (San Miguel de Tucumán, Argentina, 15 de septiembre de 1914 – Madrid, España, 25 de mayo de 1992), cuyo nombre completo era Armando Bartolomé Demicheli, fue un director de cine y guionista Argentino  hispano-mexicano nacido en Argentina. Tuvo una prolongada trayectoria artística en Argentina, México y en Europa.
Se inició en el cine colaborando con Erwin Walfisch y Arturo Cerretani en la adaptación de la novela de Stefan Zweig que en 1944 dirigió Carlos Borcosque como 24 horas en la vida de una mujer. Prosiguió después vinculado como director y guionista en otros filmes. Los comienzos en el cine no tuvieron demasiada trascendencia, motivo por el cual emigró en 1953 y continuó su carrera en México primero y en España después, lugar donde falleció el 25 de mayo de 1992 de cáncer.

## Filmografía
Participó en las siguientes películas:
guionista
- El misterio Eva Perón (1987)
- El sexo de los ricos (1984)
- Ya nunca más (1984)
- Con el cuerpo prestado (1983)
- Los renglones torcidos de Dios  (1983)
- Los ojos de un niño (1982)
- Alejandra, mon amour (1979)
- Siete chicas peligrosas (1979) (como Tulio de Micheli)
- Préstamela esta noche (1978)
- Convoy Buddies (1977)
- Eva, ¿qué hace ese hombre en tu cama? (1975)
- Simón y Mateo (1975)
- Escándalo (1974)
- También los ángeles comen judías (1973) (como Tullio De Micheli)
- Reza por tu alma... y muere (1970)
- Secretísimo (1967) (Adaptación a la versión en español)
- Un hombre y un colt (1967)
- El halcón y la presa (1966) (sin acreditar)
- La mujer perdida (1966)
- Nuestro agente en Casablanca (1966)
- Misión Lisboa (1965)
- Desafío en Río Bravo (1965)
- Mi noche de bodas (1961)
- Navidades en junio (1960)  (España)
- Hay alguien detrás de la puerta (1960) (España)
- Carmen la de Ronda (1959) (España)
- Charlestón (1959)  (España)
- Las locuras de Bárbara (1959) (España)
- El hombre que me gusta (1958)
- Ama a tu prójimo (1958)
- Una golfa (1958)
- Cuatro copas (1958)
- Desnúdate, Lucrecia (1958)
- Dios no lo quiera (1957)
- Bambalinas (1957)
- La dulce enemiga (1957)
- La adúltera (1956)  (México)
- Sublime melodía (1956)
- Una lección de amor (1956)
- No me olvides nunca (1956)
- La herida luminosa (1956) (México)
- Locura pasional (1956) (México)
- Más fuerte que el amor (1955) (México)
- Un extraño en la escalera (1955) (México)
- Dock Sud (1953)
- La voz de mi ciudad (1953)
- La melodía perdida (1952)
- Vivir un instante (1951)
- La comedia inmortal (1951)
- Mi vida por la tuya (1951)
- Arrabalera (1950)
- Lejos del cielo (1950)
- Apenas un delincuente (1949)
- Con el sudor de tu frente (1949)
- Dios se lo pague (1948)
- La gata (1947)
- El pecado de Julia (1947)
- La secta del trébol (1947)
- Mirad los lirios del campo (1947)
- Celos (1946)
- Cuando en el cielo pasen lista (1945)
- Allá en el setenta y tantos (1945)
- Amarga verdad (1945) (Chile)
- 24 horas en la vida de una mujer (1944)

director
- El misterio Eva Perón (1987)
- El sexo de los ricos (1984)
- Los renglones torcidos de Dios (1983)
- Con el cuerpo prestado (1983)
- Los ojos de un niño (1982)
- Novia, esposa y amante (1981)
- Ángel negro (1980)
- La llamada del sexo (1977)
- Préstamela esta noche (1978)
- Eva, ¿qué hace ese hombre en tu cama? (1975)
- Juego sucio en Panamá (1975)
- Bienvenido, Mister Krif (1975)
- Shoshena (1974)
- Ella (1973)
- Ajuste de cuentas (1973)
- Uno, dos, tres... dispara otra vez (1973)
- Coartada en disco rojo (1972) (como Tulio Demichelli)
- Reza por tu alma... y muere (1970)
- Los monstruos del terror (1970) (como Tulio Demichelli)
- Un hombre y un colt (1967)
- La mujer perdida (1966)
- Nuestro agente en Casablanca (1966)
- Misión Lisboa (1965)
- Desafío en Río Bravo (1965)
- La primera aventura (1965)
- Los elegidos (1964)
- El hijo del capitán Blood (1962) (como Tullio Demicheli)
- Mi noche de bodas (1961)
- Navidades en junio (1960)
- El amor que yo te di (1960)
- El cielo dentro de la casa (1960)
- Hay alguien detrás de la puerta (1960)
- Carmen la de Ronda (1959)
- Charlestón (1959)
- Las locuras de Bárbara (1959)
- El hombre que me gusta (1958)
- Ama a tu prójimo (1958)
- Una golfa (1958)
- Préstame tu cuerpo (1958)
- Cuatro copas (1958)
- Desnúdate, Lucrecia (1958)
- Dios no lo quiera (1957)
- Bambalinas (1957)
- Feliz año, amor mío (1957)
- La adúltera (1956)
- Sublime melodía (1956)
- La herida luminosa (1956)
- Locura pasional (1956)
- Más fuerte que el amor (1955) (México?
- Un extraño en la escalera (1955)
- Dock Sud (1953)
- La voz de mi ciudad (1953)
- La melodía perdida (1952)
- Sala de guardia (1952)
- Vivir un instante (1951)
- Arrabalera (1950)

productor
- Nuestro agente en Casablanca (1966)
- Misión Lisboa (1965)
- La primera aventura (1965)
- El señor de La Salle (1964)

editor
- Apenas un delincuente (1949)

ayudante de dirección
- Celos (1946)